# Franciszek Armiński
Franciszek Armiński (ur. 2 października 1789 w Tymbarku, zm. 14 stycznia 1848 w Warszawie) – polski astronom, wolnomularz.

## Życiorys
Syn Jana i Apolonii z Przyborowskich. W niemowlęctwie został sierotą (wychowywał go wuj).
W 1816 r. został profesorem astronomii nowo powstałego Królewskiego Uniwersytetu Warszawskiego. Wykładał tam też matematykę. W tym samym roku zaproponował projekt wybudowania obserwatorium astronomicznego w Warszawie, którego, po wybudowaniu w 1825 roku, został dożywotnim dyrektorem. Armiński zorganizował też obserwatorium w konwikcie ojców pijarów na Żoliborzu.
Wykładowca w Liceum Warszawskim.
Za swoje zasługi został odznaczony orderem św. Stanisława, a uniwersytet w Warszawie nadał mu tytuł doktora filozofii. Był członkiem Towarzystwa Warszawskiego Przyjaciół Nauk.
Żonaty był z Katarzyną z Hollych - siostrą Wiktorii Holly, żony Kazimierza Brodzińskiego.

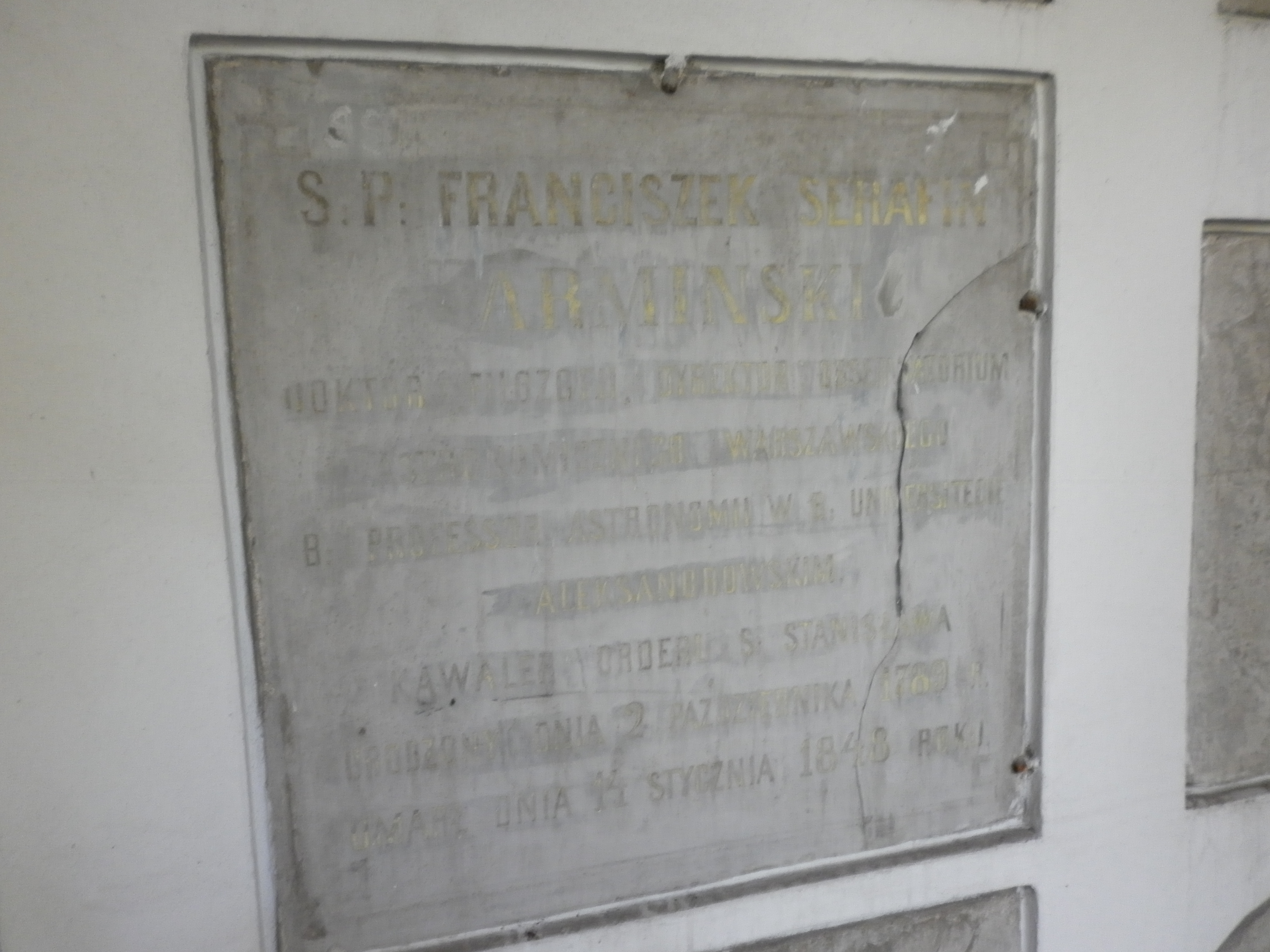
Grób Franciszka Armińskiego na Powązkach

Zmarł w Warszawie. Ciało wystawiono w gmachu Obserwatorium w Alejach Ujazdowskich, a następnie złożono na cmentarzu Powązkowskim w katakumbach (rząd 44-5).

## Wyróżnienia
W 1824 roku został kawalerem Orderu Świętego Stanisława 4. klasy.
Decyzją Międzynarodowej Unii Astronomicznej w 1976 roku imieniem Franciszka Armińskiego został nazwany krater Armiński na Księżycu.
Jego imieniem nazwano obserwatorium astronomiczne w Puławach, gdzie siedzibę ma tamtejszy oddział Polskiego Towarzystwa Miłośników Astronomii.